# ميشيل ويليامز
ميشيل إنغريد ويليامز (وُلدت في 9 سبتمبر، 1980) ممثلة أمريكية ، تُعرف بأدوارها في الأفلام المستقلة صغيرة الحجم التي تتناول موضوعات مأساوية وسوداوية على وجه الخصوص. حصدت جوائز عديدة، من بينها جائزتي غولدن غلوب، وجائزة إيمي برايم تايم، بالإضافة إلى ترشيحها لنيل أربع جوائز أوسكار وجائزة توني واحدة.
كان والدها، لاري ر. وليامز، سياسيًا وتاجرًا، وترعرعت في كاليسبيل (مونتانا) وسان دييغو. بدأت حياتها الفنية في سن مبكرة، إذ ظهرت عدة مرات كضيفة على شاشة التلفزيون، وظهرت لأول مرة في الفيلم العائلي لاسي (بالإنجليزية: Lassie) (1994). في عمر الخامسة عشرة، تحررت من نفوذ والديها، وأصبحت معروفة بعد مدة قصيرة بدورها الرئيسي في المسلسل الدرامي التلفزيوني الموجَّه للمراهقين دوسونز كريك (بالإنجليزية: Dawson’s Creek) (1998- 2003). ظهرت بعد ذلك في أفلام أقل أهمية، قبل أن تؤدي دورها المذهل في فيلم الدراما الرومانسي جبل بروكباك (بالإنجليزية: Brokeback Mountain) (2005)، وترشحت لنيل جوائز الأوسكار لأول مرة عن أدائها دور زوجة رجل مثلي الجنس فيه.
استمرت ميشيل ويليامز بكسب إشادة النقّاد عندما لعبت دورًا في فيلم عن نساء مضطربات عاطفيًا يحاولن التأقلم مع الخسارة والوحدة في فيلم الدراما المستقل وندي ولوسي (بالإنجليزية: Wendy and Lucy) (2008)، وعيد حب حزين (بالإنجليزية: Blue Valentine) (2010)، ومانشستر باي ذا سي (بالإنجليزية: Manchester by the Sea) (2016). حصدت جائزتي غولدن غلوب بعد تجسيدها دور مارلين مونرو في فيلم الدراما أسبوعي مع مارلين (بالإنجليزية: My Week with Marilyn)‏ (2011)، ودور غوين فيردون في مسلسل فوس وفيردون (بالإنجليزية: Fosse/Verdon) التلفزيوني القصير (2019)، بالإضافة إلى فوزها بجائزة إيمي برايم تايم عن فئة أفضل ممثلة بدور رئيسي عن دورها في مسلسل فوس وفيردون. حقق فيلم جزيرة شاتر (بالإنجليزية: Shutter Island) (2010) أعلى نسبة أرباح، بالإضافة إلى فيلم أوز العظيم والقوي (بالإنجليزية: Oz the Great and Powerful) (2013)، والفيلم الموسيقي أعظم رجل استعراض (بالإنجليزية: The Greatest Showman) (2017)، وفيلم البطل الخارق فينوم (بالإنجليزية: Venom) (2018). في عروض مسرح برودواي، سطع نجمها في إعادة إحياء مسرحية ملهى ليلي (بالإنجليزية: Cabaret) عام 2014، ومسرحية الطائر الأسود (بالإنجليزية: Blackbird) عام 2016، التي ترشحت عن دورها فيها لنيل جائزة توني عن فئة أفضل ممثلة مسرحية.
تؤيد ويليامز التوزيع المتساوي للأجور على أساس ساعات العمل. تتحفظ ويليامز على حياتها الشخصية، أنجبت طفلة من علاقتها مع الممثل الراحل هيث ليدجر، وتزوجت لفترة قصيرة من الموسيقي فيل إيليروم.

## حياتها الشخصية والمهنية

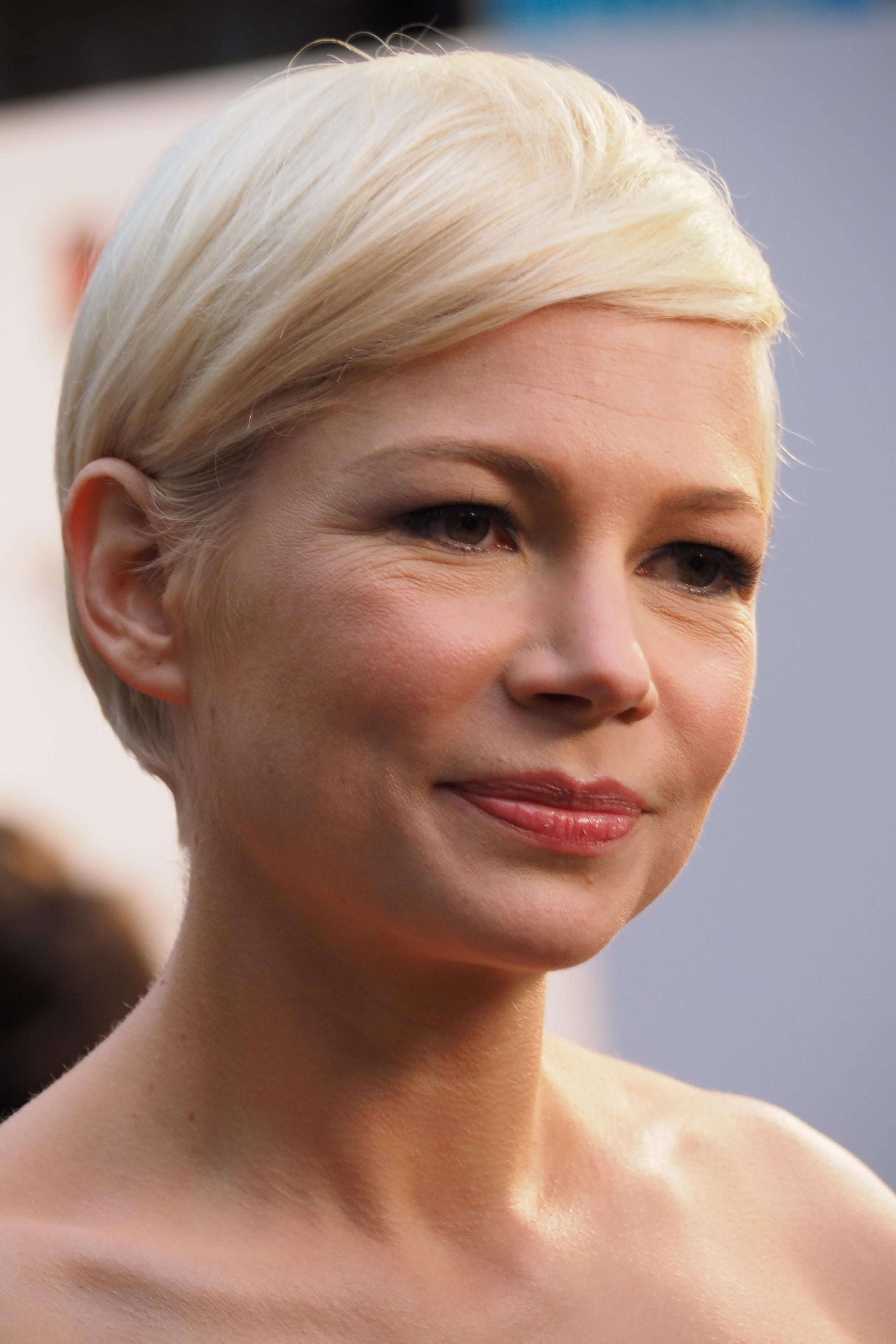
ميشيل ويليامز في العرض الأول لفيلم "مانشستر عن طريق البحر" في المملكة المتحدة

### 2011- 2016: فيلم أسبوعي مع مارلين ومسرح برودواي
عام 2011، لعبت ويليامز دور مارلين مونرو في فيلم أسبوعي مع مارلين، وهو فيلم درامي يصوّر الإنتاج المضطرب لفيلم الكوميديا الأمير وفتاة الاستعراض (بالإنجليزية: The Prince and the Showgirl) المقتبس من رواية لكولين كلارك. ارتابت ويليامز في البداية من فكرة لعب دور مارلين مونرو، لأنه ما من قواسم مشتركة كثيرة بينهما سواء على صعيد المظهر أو الشخصية، أمضت ويليامز فترة 6 أشهر تجري أبحاثًا عنها وتقرأ سيرتها الذاتية، ومذكراتها، وملاحظاتها، وتدرس لغة جسدها، ومشيتها، وسلوكها. اكتسبت بعض الوزن الزائد من أجل هذا الدور أيضًا، وصبغت شعرها باللون الأشقر، وفي أيام التصوير، كانت تمضي 3 ساعات يوميًا في التبرج. غنت ويليامز ثلاث أغانٍ للمقطع الصوتي للفيلم وأعادت تصوير مشهد لمارلين مونرو وهي تغني أغنية «موجة حر» وترقص عليها. اعتبر روجر إيبرت أداء ويليامز أفضل ما في الفيلم وأعزى الفضل إليها في استحضار جوانب متعددة من شخصية مارلين بطريقة ناجحة. اعتقد بيتر ترافيرز أنه على الرغم من أن ويليامز لا تشبه مونرو بمظهرها، لكنها «تمتعت ببراعة فنية ومشاعر قوية سلطت الضوء على رؤى مونرو وإحساسها بعدم الأمان تجاه نفسها وهي في أوج شهرتها. حصدت ويليامز جائزة الغولدن غلوب عن فئة أفضل ممثلة، وترشحت للمرة الثانية لجوائز الأوسكار عن دورها هذا.
في فيلم خذ هذا يا والتز (بالإنجليزية: Take this Waltz) لسارة بولي (2011)، لعبت ويليامز دور كاتبة متزوجة منجذبة إلى جارها، إلى جانب سيث روكن ولوك كيربي. رغم أن الممثلة اعتبرته فيلمًا خالٍ من الهم، إلا أن جون مكارتني، الكاتب في صحيفة ذا ديلي تيليغراف، وجد نغمة سوداوية فيه وقارنها بموضوع فيلم عيد حب حزين. لتلعب دورًا يلفت انتباه ابنتها، سطع نجم ويليامز في دورغليندا الساحرة الطيبة (بالإنجليزية: Glinda the Good Witch) في فيلم الخيال أوز العظيم والقوي لسام رايمي (2013). كونه مقتبس من كتب أوز للأطفال، لعب الفيلم دور بادئة لفيلم ساحرة أوز (بالإنجليزية: The Wizard of oz) الكلاسيكي عام 1939. كان أول ظهور لها في فيلم يتضمن تأثيرات خاصة وأعزت الفضل إلى رايمي بجعلها مرتاحة أثناء التصوير. حقق الفيلم أرباحًا تجاوزت 490 مليون دولار في جميع أنحاء العالم، وكان واحدًا من أكثر الأفلام التي حققت إيرادات في تاريخها. أُطلق فيلم الدراما متتالية فرنسية (بالفرنسية: Suite Francaise) الذي صورته ويليامز عام 2013 في عدة مناطق عام 2015، ولكنه لم يُوزّع بطريقة مسرحية في أمريكا. اعترفت لاحقًا بأنها لم تكن مسرورة بما آل إليه الفيلم، وأضافت أنه من الصعب التنبؤ بنوعية مشروع ما أثناء إنتاجه. بسبب حرصها على العمل في مجال مختلف ولأنها وجدت أنه من الصعب الحصول على أدوار سينمائية تمكنها من المحافظة على واجباتها كأم في الوقت نفسه، أمضت ويليامز السنوات اللاحقة في العمل على المسرح.
أودت رغبة ويليامز بالتمثيل في مسرحية موسيقية إلى لعب دور سالي بولز في إحياء عرض ملهى ليلي عام 2014، الذي عُرض على مسرح استديو 54 وكان أول عرض مسرحي لها في برودواي. تشارك كل من سام مينديز وروب مارشال في إخراج المسرحية التي تروي قصة راقصة في ملهى ليلي (ويليامز) تتمتع بروح حرة في ثلاثينيات القرن العشرين في برلين أثناء سيطرة الحزب النازي. قبل بدء إنتاج المسرحية، أمضت أربعة أشهر في التدرب بشكل سري مع مدربي موسيقى ورقص. قرأت أعمال كريستوفر إشيروود، الذي استمدت المسرحية الموسيقية إلهامها من روايته وداعًا برلين (بالإنجليزية: Goodbye to Berlin)، وزارت برلين للبحث في حياة إشيروود ومصادر إلهامه. تلقت مراجعات عديدة حول أدائها، قدّر جيسي غرين من مجلة نيويورك غناءها والتزامها بأداء الدور، لكن اعتقدت الصحفية ليندا وينر من صحيفة نيوزدي أن أداءها كان يفتقد إلى العمق. دفعت دقة المهمة ويليامز إلى اعتبار مسرحية ملهى ليلي أصعب مشروع قامت به في حياتها.

## صورتها الإعلامية وأسلوبها في التمثيل
كتبت ديبي ماكويد من مجلة ستايلست في وصف شخصية ويليامز بعيدًا عن الشاشة عام 2016 بأنها «صغيرة بشكل متوقع لكن اتزانها وحركاتها يجعلانها تبدو أكبر من الحياة». وصفها الصحفي أندرو أنتوني بأنها بسيطة، ومكبوحة، ومتواضعة. اعتبرها الصحفي تشارلز ماك غراث من صحيفة نيويورك تايمز أنها لا تبدو كنجمة سينمائية وقال بأنها «خجولة، وجادة، وعميقة التفكير، وحذرة قليلًا من الشهرة». تحدثت ويليامز عن محاولتها بموازنة رغبتها بالحفاظ على خصوصيتها ورغبتها باستخدام شهرتها للحديث ضد قضايا مثل التعصب الجنسي، وفرق الأجور بين الجنسين، والتحرش الجنسي.

## الأفلام
- (1994) لاسي
- (1995) الأنواع
- (1997) ألف فدان
- (1997) قتل السيد غريفين
- (1999) لكنني مشجعة
- (1999) ديك
- (2001) أمة البروزاك
- (2001) أنا بدونك
- (2003) عامل المحطة
- (2003) الولايات المتحدة
- (2004) أرض الوفرة
- (2004) ثقب في واحد
- (2005) جبل بروكباك
- (2007) أنا لست هناك
- (2011) أسبوعي مع مارلين
- (2013) أوز: العظيم والقوي
- (2014) متتالية فرنسية
- (2016) مانشستر باي ذا سي
- (2017) كل المال في العالم
- (2018) الاستعراضي الأعظم
- (2018) فينوم

## الترشيحات والجوائز

### الأوسكار
- أفضل ممثلة مساعدة عام 2006 عن فيلم Brokeback Mountain
- أفضل ممثلة رئيسية عام 2012 عن فيلم My Week with Marilyn
- أفضل ممثلة رئيسية عام 2011 عن فيلم Blue Valentine

### الغولدن غلوب
- أفضل ممثلة مساعدة عام 2006 عن فيلم Brokeback Mountain
- أفضل ممثلة عام 2011 عن فيلم Blue Valentine
- أفضل ممثلة أستعراضية أو كوميدية عام 2012 عن فيلم My Week with Marilyn و فازت بها

## وصلات خارجية
- ميشيل ويليامز على موقع IMDb (الإنجليزية)
- ميشيل ويليامز على موقع الموسوعة البريطانية (الإنجليزية)
- ميشيل ويليامز على موقع روتن توميتوز (الإنجليزية)
- ميشيل ويليامز على موقع مونزينجر (الألمانية)
- ميشيل ويليامز على موقع قاعدة بيانات الأفلام العربية
- ميشيل ويليامز على موقع ألو سيني (الفرنسية)
- ميشيل ويليامز على موقع ميوزك برينز (الإنجليزية)
- ميشيل ويليامز على موقع تيرنر كلاسيك موفيز (الإنجليزية)
- ميشيل ويليامز على موقع أول موفي (الإنجليزية)
- ميشيل ويليامز على موقع بوكس أوفيس موجو (الإنجليزية)